# Schmalbach (Striegistal)
Schmalbach ist ein Ortsteil der Gemeinde Striegistal im Landkreis Mittelsachsen im Freistaat Sachsen. Der Ort wurde am 1. Juli 1950 nach Berbersdorf eingemeindet, welches sich am 1. Januar 1994 mit drei weiteren Orten zur Gemeinde Striegistal zusammenschloss, die wiederum am 1. Juli 2008 um die Gemeinde Tiefenbach erweitert wurde.

## Geographische Lage

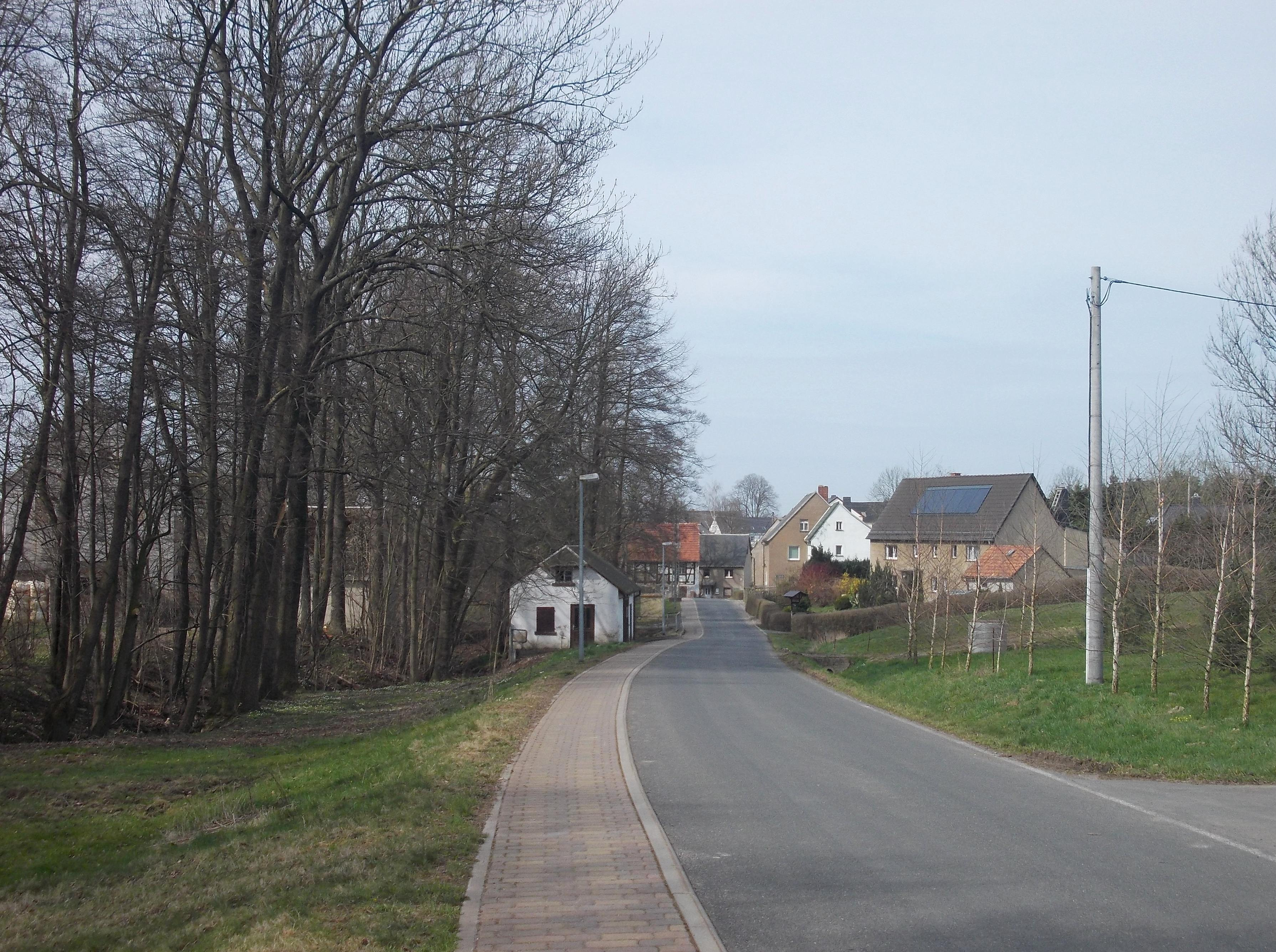
Die Hauptstraße von Schmalbach

### Geographie und Verkehr
Schmalbach liegt im Osten der Gemeinde Striegistal in einer Senke am Oberlauf des Berbersdorfer Baches, einem Zufluss der Striegis. Östlich des Dorfes liegt der Zellwald, ein großes Waldgebiet, das von der Bundesautobahn 4 durchschnitten wird und nach den ehemals hier existierenden Klöstern Alte Zelle und Kloster Altzella bei Nossen benannt ist.
Südlich des Orts verläuft die Bundesautobahn 4 mit der Anschlussstelle „Berbersdorf“.

### Nachbarorte
|             | Etzdorf                                     | Marbach     |
| Berbersdorf | Kompassrose, die auf Nachbargemeinden zeigt |             |
|             | Goßberg                                     | Reichenbach |

## Geschichte

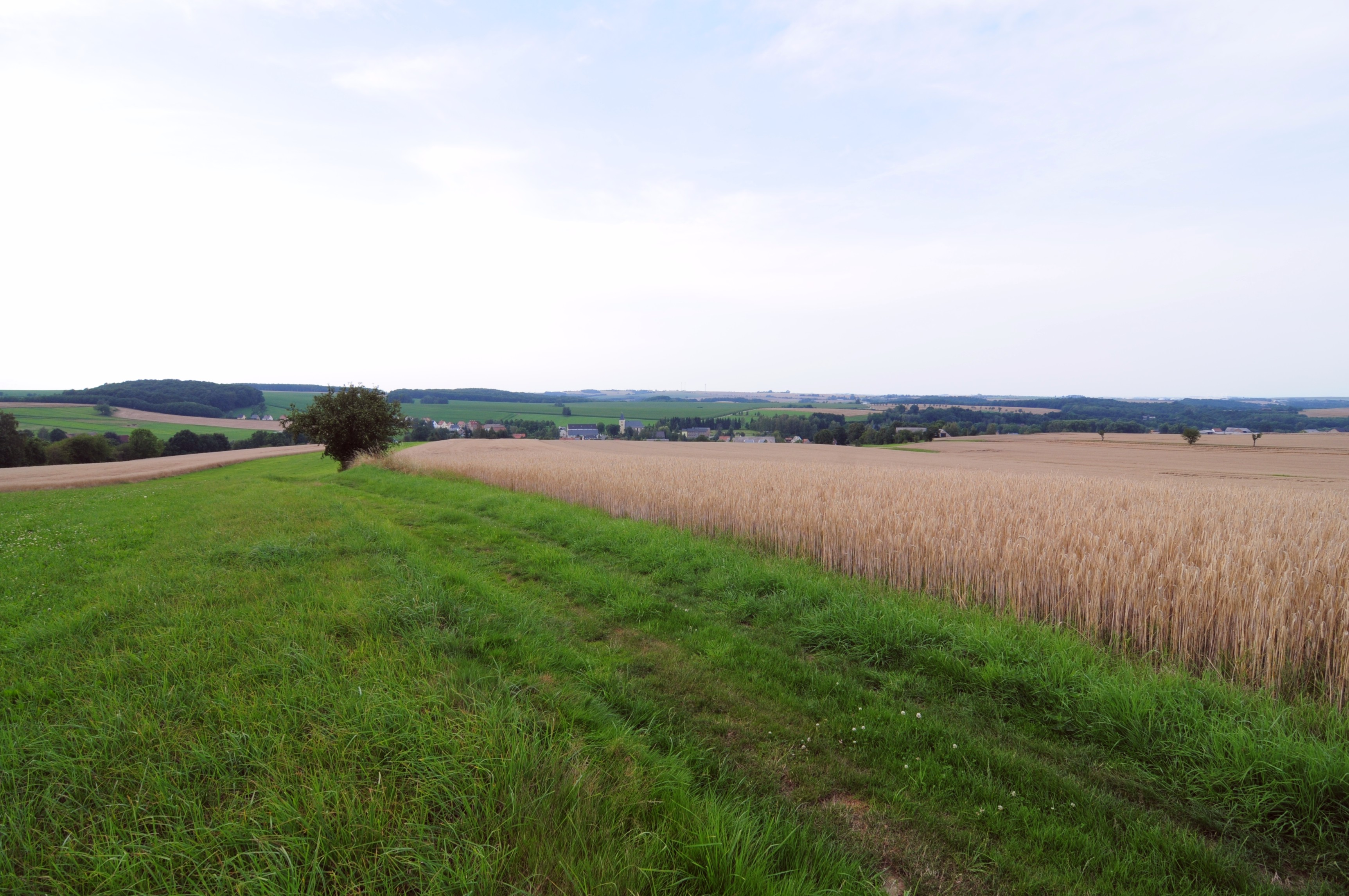
Blick auf das mittlere Marbach

Schmalbach wurde wie die umliegenden Orte auch im Zuge der Deutschen Ostsiedlung im 12. Jahrhundert gegründet. Schriftliche Belege aus der Zeit der Besiedlung sind nicht bekannt. Der erste urkundliche Nachweis stammt aus dem Jahr 1428. Schmalbach ist seit jeher nach Marbach gepfarrt und könnte zusammen mit diesem von Tammo von Strehla bereits um 1140 im Auftrag des Bischofs von Meißen gegründet worden sein.
Schmalbach gehörte ursprünglich zum Besitz des Klosters Altzella. Nach der Reformation und der damit einhergehenden Säkularisation des Klosters Altzella im Jahr 1540 gehörte Schmalbach als Amtsdorf bis 1856 zum kursächsischen bzw. königlich-sächsischen Amt Nossen. Ab 1856 gehörte Schmalbach zum Gerichtsamt Roßwein und ab 1875 zur Amtshauptmannschaft Döbeln, welche 1939 in Landkreis Döbeln umbenannt wurde.
Schmalbach wurde am 1. Juli 1950 nach Berbersdorf eingemeindet. Mit der zweiten Kreisreform in der DDR 1952 wurde Schmalbach als Ortsteil von Berbersdorf dem neu gegründeten Kreis Hainichen im Bezirk Chemnitz (1953 in Bezirk Karl-Marx-Stadt umbenannt) angegliedert, der ab 1990 als sächsischer Landkreis Hainichen fortgeführt wurde und 1994 im Landkreis Mittweida und 2008 im Landkreis Mittelsachsen aufging.
Am 1. Januar 1994 schloss sich die Gemeinde Berbersdorf mit dem Ortsteil Schmalbach mit den Gemeinden Goßberg, Mobendorf und Pappendorf (mit Kaltofen) zur Gemeinde Striegistal zusammen. Diese schloss sich wiederum am 1. Juli 2008 mit der Gemeinde Tiefenbach zur neuen Gemeinde Striegistal zusammen.

### Schreibweisen und Bedeutung des Ortsnamens
1428 smalbach
1552 Schmalbach
Es handelt sich um eine Siedlung am kleinen, schmalen Bach.
Die Wasserführung des Bächleins war so gering, dass sich das Anlegen einer Wassermühle nicht lohnte. Um von den Mühlen umliegender Orte unabhängiger zu sein, errichtete man auf einem bäuerlichen Grundstück, auf dem höchsten Punkt der Gemeindeflur, eine noch im Jahr 1800 existierende Windmühle. Heute befindet sich dort ein Wasserbehälter.
Nicht in das Reich der Legende sollten Berichte aus Wahlenbüchern, auch Venetianersagen genannt, gestellt werden. In Schmalbach kann man noch heute winzig kleine Goldflitterchen finden.